# Christian Bobin

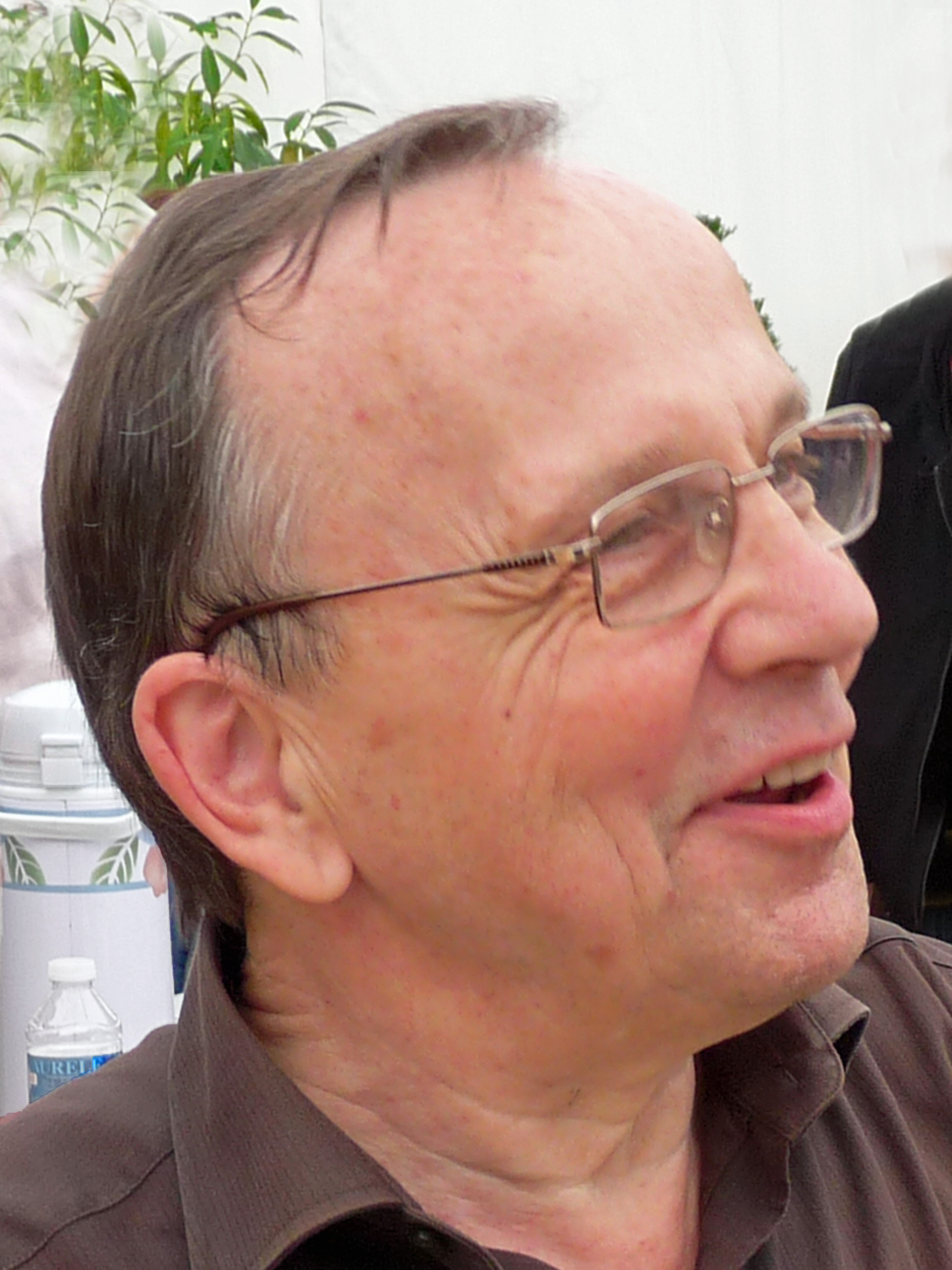
Christian Bobin (2011)

Christian Bobin (* 24. April 1951 in Le Creusot, Département Saône-et-Loire; † 23. November 2022 ebenda) war ein französischer Schriftsteller.

## Leben
Christian Bobin kam als Sohn eines Technischen Zeichners zur Welt.
Nach einem abgeschlossenen Philosophiestudium arbeitete er zuerst in der Städtischen Bücherei von Autun, dann im Museum von Le Creusot, um schließlich Redakteur der Zeitschrift Milieux zu werden.
Seine ersten Texte, die in ihrer Kürze charakteristisch sind,  erschienen ab dem Jahre 1977. 1993 gewann er den französischen Literaturpreis Prix des Deux Magots für sein Werk Le Très-Bas.
Er starb im November 2022 im Alter von 71 Jahren. Postum wurde ihm ein Jahr später bei der Vergabe des Prix Goncourt für Dichtung ein Spezialpreis für sein Gesamtwerk zuerkannt.

## Auszeichnungen (Auswahl)
- 1993: Prix des Deux Magots für Le Très-Bas
- 1993: Grand prix catholique de littérature (deutsch: Großer katholischer Preis für Literatur)
- 2023: Académie Goncourt – Spezialpreis für sein Gesamtwerk (postum)

## Werke auf Deutsch
- Das Kind, der Engel und der Hund. Ein Roman über Franz von Assisi. Aus dem Französischen von Maria Otto. Herder, Freiburg im Breisgau 1994, ISBN 3-451-23463-7.
- Schlichte Verzauberung. Legueil, Stuttgart 1992, ISBN 3-9802323-5-2.
- Lobgesang auf das Nichts. Übersetzt von Hans Derkits. Edition Praesens, Wien 2000, ISBN 3-7069-9999-4.
- Melusines Lächeln. Aus dem Französischen von Maike und Stephan Schuhmacher. Edition Spuren, 2005, ISBN 3-033-00040-1.
- Alle Welt hat zu tun. Aus dem Französischen von Annalis Prendina und Stephan Schuhmacher. Rowohlt Tb, 2005, ISBN 3-499-24105-6.
- Alle Welt hat zu tun. Aus dem Französischen von Annalis Prendina und Stephan Schuhmacher. Edition Spuren, 2002, ISBN 3-9521966-4-9.
- Freude-Funken. Aus dem Französischen von Maike und Stephan Schuhmacher. Edition Spuren, 2013, ISBN 978-3-905752-30-4.

## Kritiken
„Christian Bobin hat die Gabe, Sorgen zu vertreiben und Sie zu bezaubern.“

„Christian Bobin ist ein Dichter des Gegenwärtigen, der unvergänglichen Gegenwart – ohne Pathos, ohne Dunkel. (...) allein dem Heute ist er zugewandt, dem Wundersamen im Augenblick ... Reine Stimme des Gegebenen – Sie erinnert an Rilke, Char, Julien und Gracq ... und ist doch nur sie selbst“

## Zitate
„Wenn man jemanden liebt, dann hat man ihm immer etwas zu sagen oder zu schreiben, bis in alle Ewigkeit.“

„Männer? Die sehe ich nicht. Väter noch weniger. Und Ehemänner überhaupt nicht. Es ist so: Ich kann nur Frauen und Kinder sehen. Um ein bisschen vom Leben zu erkennen, muss man zunächst einen großen Teil vergessen.“

„Die Bücher von heute sind aus Papier. Die Bücher von gestern waren aus Haut. Die Bibel ist das einzige Buch aus Luft – eine Flut von Tinte und Wind. Ein unsinniges Buch, verirrt in seinem Sinn, ebenso verloren in seinen Blättern wie der Wind auf den Parkplätzen der Supermärkte, in den Haaren der Frauen, in den Augen der Kinder. Ein Buch, unmöglich in zwei ruhigen Händen zu halten, um bedächtig darin fortzulesen – es würde alsbald entschlüpfen, würde den Sand seiner Sätze zwischen den Fingern verrieseln lassen.“

„Was ich an einer Person liebe, ist nicht ihre Schönheit, ihr Reichtum oder ihre Intelligenz – sondern die Tiefgründigkeit des Bandes, welches sie an das Leben zu knüpfen vermochte.“